# باشگاه فوتبال آلیانسا (پاناما)
باشگاه فوتبال آلیانسا یک باشگاه فوتبال حرفه‌ای مستقر در شهر پاناماسیتی، پاناما است. از سال ۱۹۹۹، این باشگاه در لیگ فوتبال پاناما رقابت می‌کند. این باشگاه در سال ۱۹۶۳ تأسیس شد و هنوز متعلق به خانواده کاردناس است.